# Discographie de Bob Marley and the Wailers
 (février 2021).
La mise en forme du texte ne suit pas les recommandations de Wikipédia : il faut le « wikifier ».
Les points d'amélioration suivants sont les cas les plus fréquents. Le détail des points à revoir est peut-être précisé sur la page de discussion.
- Les titres sont pré-formatés par le logiciel. Ils ne sont ni en capitales, ni en gras.
- Le texte ne doit pas être écrit en capitales (les noms de famille non plus), ni en gras, ni en italique, ni en « petit »…
- Le gras n'est utilisé que pour surligner le titre de l'article dans l'introduction, une seule fois.
- L'italique est rarement utilisé : mots en langue étrangère, titres d'œuvres, noms de bateaux, etc.
- Les citations ne sont pas en italique mais en corps de texte normal. Elles sont entourées par des guillemets français : « et ».
- Les listes à puces sont à éviter, des paragraphes rédigés étant largement préférés. Les tableaux sont à réserver à la présentation de données structurées (résultats, etc.).
- Les appels de note de bas de page (petits chiffres en exposant, introduits par l'outil «  Source ») sont à placer entre la fin de phrase et le point final[comme ça].
- Les liens internes (vers d'autres articles de Wikipédia) sont à choisir avec parcimonie. Créez des liens vers des articles approfondissant le sujet. Les termes génériques sans rapport avec le sujet sont à éviter, ainsi que les répétitions de liens vers un même terme.
- Les liens externes sont à placer uniquement dans une section « Liens externes », à la fin de l'article. Ces liens sont à choisir avec parcimonie suivant les règles définies. Si un lien sert de source à l'article, son insertion dans le texte est à faire par les notes de bas de page.
- La présentation des références doit suivre les conventions bibliographiques. Il est recommandé d'utiliser les modèles {{Ouvrage}}, {{Chapitre}}, {{Article}}, {{Lien web}} et/ou {{Bibliographie}}. Le mode d'édition visuel peut mettre en forme automatiquement les références.
- Insérer une infobox (cadre d'informations à droite) n'est pas obligatoire pour parachever la mise en page.

Pour une aide détaillée, merci de consulter Aide:Wikification.
Si vous pensez que ces points ont été résolus, vous pouvez retirer ce bandeau et améliorer la mise en forme d'un autre article.
Cette discographie inclut les enregistrements des Wailers (1963-1973) et de Bob Marley and the Wailers (1974-1980).
Pour les enregistrements des Wailers depuis 1981 voir The Wailers Band.
La carrière de Bob Marley est décomposée en 3 périodes distinctes :
- Les années ska de 1963 à 1966 durant lesquelles les Wailers ont enregistré plus de 200 morceaux pour le producteur Coxsone Dodd.
- Les années rocksteady de 1967 à 1971. Dans cette période Bob Marley a régulièrement changé de producteur (Leslie Kong, Bunny Lee…) mais c'est finalement avec Lee "scratch" Perry qu'il travaillera le plus, y-compris pendant la période Island.
- Les années reggae de 1972 à sa mort. C'est la consécration pour Bob Marley, il est signé par la major Island Records avec qui il fera sa carrière internationale et ses tournées mondiales.

## Albums studio

### Période Ska (1963-66)
| Album                             | Année | Label      | Format | Classement | Classement     | Classement  | Classement |
| Album                             | Année | Label      | Format | États-Unis | États-Unis R&B | Royaume-Uni | France     |
| --------------------------------- | ----- | ---------- | ------ | ---------- | -------------- | ----------- | ---------- |
| The Wailing Wailers at Studio One | 1965  | Studio One | 33T    | 200        | 56             | 4           | _          |

### Période Rock-steady (1967-71)
| Album                   | Année | Label             | Format | Classement | Classement     | Classement  | Classement |
| Album                   | Année | Label             | Format | États-Unis | États-Unis R&B | Royaume-Uni | France     |
| ----------------------- | ----- | ----------------- | ------ | ---------- | -------------- | ----------- | ---------- |
| Soul Rebels             | 1970  | Upsetter / Trojan | 33T    | 197        | 48             | 10          | _          |
| Soul Revolution         | 1971  | Upsetter / Trojan | 33T    | 122        | 40             | 12          | _          |
| The Best of the Wailers | 1971  | Beverley's        | 33T    | 78         | 12             | 3           | _          |

### Période Reggae (1972-...)
| Catch a Fire                                                                                             | 13 avril 1973   | Island / Tuff Gong | 33T/CD | 35 | 16 | 1  | —  | Royaume-Uni : Argent · France : Or                                           |
| Burnin'                                                                                                  | 19 octobre 1973 | Island / Tuff Gong | 33T/CD | 57 | 25 | 1  | —  | États-Unis : Or · Royaume-Uni : Argent · France : Argent                     |
| Natty Dread                                                                                              | 25 octobre 1974 | Island / Tuff Gong | 33T/CD | 44 | 44 | 43 | —  | Royaume-Uni : Or · France : Or                                               |
| Rastaman Vibration                                                                                       | 30 avril 1976   | Island / Tuff Gong | 33T/CD | 8  | 11 | 15 | 12 | États-Unis : Or · Royaume-Uni : Or · France : Or                             |
| Exodus                                                                                                   | 3 juin 1977     | Island / Tuff Gong | 33T/CD | 20 | 15 | 8  | 20 | Canada : 8 × Platine · États-Unis : Or · Royaume-Uni : Or · France : Platine |
| Kaya | 23 mars 1978    | Island / Tuff Gong | 33T/CD | 50 | 6  | 4  | 6  | États-Unis : Or · Royaume-Uni : Or · France : 2 × Platine                    |
| Survival                                                                                                 | 2 octobre 1979  | Island / Tuff Gong | 33T/CD | 14 | 3  | 20 | 12 | Canada : 2 × Platine · Espagne : Platine · France : Platine                  |
| Uprising                                                                                                 | 10 juin 1980    | Island / Tuff Gong | 33T/CD | 45 | 5  | 6  | 1  | États-Unis : Or · France : 2 × Platine                                       |
| Confrontation                                                                                            | 23 mai 1983     | Island / Tuff Gong | 33T/CD | 6  | 13 | 5  | 5  | États-Unis : Or · France : Or                                                |
| "—” signifie que l'album ne s'est pas classé dans les charts ou n'est jamais sorti dans le pays indiqué. |                 |                    |        |    |    |    |    |                                                                              |

## Albums live
| Live!                                                         | 17 et 18 juillet 1975 Lyceum Theatre, Londres                                       | 5 décembre 1975  | Tuff Gong / Island                                 | 33T / CD    | 90  | — | 47 | — | 29 | —  | 38 | - US: Or - UK: Argent |
| Babylon by Bus                                                | Enregistré lors de la tournée européenne "Kaya Tour" à Paris, Amsterdam, Copenhague | 10 novembre 1978 | Tuff Gong / Island                                 | 33T / CD    | 102 | — | 58 | — | 44 | —  | 40 |                       |
| Talkin' Blues                                                 | 1973 Émission de la station de radio KSAN                                           | 4 février 1991   | Tuff Gong / Island                                 | 33T / CD    | 103 | 2 | —  | — | 31 | 40 | —  |                       |
| Live at the Roxy                                              | 26 mai 1976 Roxy Theatre, Londres                                                   | 24 juin 2003     | Tuff Gong / Island / Universal                     | 2xCD        | —   | — | —  | 5 | —  | —  | —  |                       |
| Live Forever                                                  | 23 septembre 1980 Pittsburgh                                                        | 2011             | Tuff Gong / Island / Universal                     | CD CD+3LP   | 14  | — | 4  | 1 | —  | 74 | —  |                       |
| Uprising Live!                                                | 13 juin 1980 Dortmund                                                               | 2014 2020        | Tuff Gong / Island / Universal / Eagle Rock Vision | CD/33T/3xLP | —   | — | —  | — | —  | —  | —  |                       |
| Easy Skanking in Boston 78                                    | 8 juin 1978 Boston                                                                  | 2015             | Tuff Gong / Island / Universal                     | CD DVD      | —   | — | —  | 1 | —  | —  | —  |                       |
| Live at The Record Plant '73                                  | 31 octobre 1973 studio Record Plant, Sausalito, CA                                  | 2015             | Roxvox                                             | CD          |     |   |    |   |    |    |    |                       |
| Live '73 Paul's Mall Boston, MA                               | 23 et 29 juin 1973 Paul's Mall, Boston, MA                                          | 2015             | Klondike                                           | CD          |     |   |    |   |    |    |    |                       |
| "—" signifie que l'album ne s'est pas classé dans les charts. |                                                                                     |                  |                                                    |             |     |   |    |   |    |    |    |                       |

## Editions Deluxe
Certains albums sont en plus de leur édition originale, sortis en édition Deluxe (2CD) :
- Catch A Fire (2 CD) - 2001 : inclus la version jamaicaine de l'album.
- Burnin' (2 CD) - 2004 : inclus des bonus tracks et le concert à Leeds.
- Live ! (2 CD / 2 LP) - 2017 : inclus les 2 shows complets des 17 et 18 juillet 1975 au Lyceum de Londres.
- Rastaman Vibration (2 CD) - 2011 : inclus des alternate takes et dubs versions.
- Exodus (2 CD) - 2012 : inclus des alternate takes et dubs versions.
- Kaya (2 CD) - 2013 : inclus le concert de Rotterdam en 1978 enregistré lors de la tournée "Kaya Tour".
- Legend (2 CD) - 2002 : inclus les versions remixées parues sur la version US de la compilation sortie en 1984.

## Videographie

### VHS
| Titre                                     | Genre        | Année | Editeur                         |
| ----------------------------------------- | ------------ | ----- | ------------------------------- |
| One Love Peace Concert                    | Concert      | 1981  | Canada Offshore Cinema/Polygram |
| Live at Santa Barbara County Bowl         | Concert      | 1981  | Thorn Emi Video                 |
| Carribean Nights                          | Documentaire | 1988  | PolyGram / Island Visual Arts   |
| Time Will Tell                            | Clips        | 1992  | PolyGram / Island Visual Arts   |
| Live! at The Rainbow                      | Concert      | 1994  | PolyGram / Island Visual Arts   |
| Heartland Reggae (One Love Peace Concert) | Concert      | 1994  | Palm Beach Entertainement       |
| Legend                                    | Clips        | 1997  | PolyGram Video / Tuff Gong      |

### DVD
| Titre                                              | Genre        | Année | Editeur            |
| Rebel Music, the Bob Marley Story                  | Documentaire | 2002  | Universal          |
| Legend (The Best Of)                               | Clips        | 2003  | Island / Tuff Gong |
| The Legend live - Santa Barbara County Ball (1979) | Concert      | 2003  | Trojan             |
| Catch A Fire (Classic Albums)                      | Documentaire | 2005  | Eagle Rock Vision  |
| Live! At The Rainbow                               | Concert      | 2005  | Island / Tuff Gong |
| Time Will Tell                                     | Clips        | 2009  | Immortal           |
| Marley                                             | Documentaire | 2012  | Le Pacte           |
| Uprising Live! (Dortmund 1980)                     | Concert      | 2014  | Universal          |
| Easy Skankin' in Boston '78                        | Concert      | 2015  | Universal          |
| The Legend Live (Santa Barbara 1979)               | Concert      | 2016  | Trojan Records     |
| The Capitol Sessions '73                           | Concert      | 2021  | Universal          |

## Compilations
| Album                                                                           | Année        | Label                    | Format       |
| Chances Are                                                                     | 1981         | WEA, Cotillion (U.S.)    | 33 tours     |
| Interviews                                                                      | 1981         | Island/Tuff Gong         | 33 tours     |
| Legend (The Best Of)                                                            | 1984         | Island/Tuff Gong         | 33 tours, CD |
| Rebel Music                                                                     | 1986         | Island/Tuff Gong         | CD           |
| Natural Mystic: The Legend Lives On                                             | 1995         | Island/Tuff Gong         | CD           |
| One Love: The Very Best of Bob Marley and the Wailers                           | 2001         | Island/Tuff Gong         | CD           |
| Trenchtown Rock (The Anthology 1969-78)                                         | 2002         | Trojan Records           | CD           |
| Africa Unite: The Singles Collection                                            | 2005         | Island/Universal         | CD           |
| One Love : Original Motion Picture Sountrack                                    | 2024         | Universal/Tuff Gong      |              |
| Compilations de matériel enregistré entre 1966 et 1971 par les Wailers          |              |                          |              |
| The Birth of a Legend                                                           | 1990         | EPIC                     |              |
| One Love at Studio One (deux disques)                                           | 1991         | Heartbeat Records        |              |
| Simmer Down at Studio One (identique au disque 1 de One Love at Studio One)     | 1994         | Heartbeat Records        |              |
| Wailing Wailers at Studio One (identique au disque 2 de One Love at Studio One) | 1994         | Heartbeat Records        |              |
| The Toughest                                                                    | 1996         | Heartbeat Records        |              |
| Destiny: Rare Ska Sides from Studio One                                         | 1999         | Heartbeat Records        |              |
| Wailers and Friends                                                             | 1999         | Heartbeat Records        |              |
| Climb the Ladder                                                                | 2000         | Heartbeat Records        |              |
| The Early Collection                                                            | 2000         | EPIC                     |              |
| Greatest Hits at Studio One                                                     | 2003         | Heartbeat Records        |              |
| The Complete Wailers 1: Rock to the Rock                                        | 1997         | JAD/EMI                  |              |
| The Complete Wailers 2: Selassie Is the Chapel                                  | 1997         | JAD/EMI                  |              |
| The Complete Wailers 3: Best of the Wailers                                     | 1997         | JAD/EMI                  |              |
| The Complete Wailers 4: Soul Rebels                                             | 1997         | JAD/EMI                  |              |
| The Complete Wailers 5: Soul Revolution Part II                                 | 1997         | JAD/EMI                  |              |
| The Complete Wailers 6: More Axe                                                | 1997         | JAD/EMI                  |              |
| The Complete Wailers 7: Keep on Skanking                                        | 1998         | JAD/EMI                  |              |
| The Complete Wailers 8: Satisfy My Soul Jah Jah                                 | 1998         | JAD/EMI                  |              |
| The Complete Wailers 9: Freedom Time                                            | 2002         | JAD/EMI                  |              |
| The Complete Wailers 10: Soul Adventurer                                        | 2002         | JAD/EMI                  |              |
| Feel Alright                                                                    | 2004         | JAD/Universal            |              |
| Upsetter Revolution Rhythm                                                      | 2004         | JAD/Universal            |              |
| Original Cuts                                                                   | 2004         | JAD/Universal            |              |
| 127 King Street                                                                 | 2004         | JAD/Universal            |              |
| Ammunition Dub Collection                                                       | 2004         | JAD/Universal            |              |
| The Jad Years (An Introduction to Bob Marley and the Wailers)                   | 2004         | JAD/Universal            |              |
| Bob Marley – Universal Masters Collection                                       | 2004         | JAD/Universal            |              |
| 20th Century Masters: The JAD Years - Bob Marley and the Wailers                | 2004         | JAD/Universal            |              |
| Wail'N Soul'M Singles Selecta                                                   | 2005         | JAD/Universal            |              |
| Gold                                                                            | 2005         | JAD/Universal            |              |
| One Love (at Studio One)                                                        | 2006         | Heartbeat Records        |              |
| Albums de remixes                                                               |              |                          |              |
| Never Ending Wailers                                                            | 1993         | Tuff Gong                |              |
| Soul Almighty: The Formative Years, Vol.1                                       | 1996         | JAD                      |              |
| Black Progress: The Formative Years, Vol.2                                      | 1997         | JAD                      |              |
| Dreams of Freedom: Ambient Translations of Bob Marley in Dub                    | 1997         | Island                   |              |
| Chant Down Babylon                                                              | 1999         | Island                   |              |
| Shakedown: Marley Remix                                                         | 2001         | JAD                      |              |
| Roots, Rock, Remixed                                                            | 2007         | Quango/Rockr/Tuff Gong   |              |
| B Is for Bob                                                                    | 2009         | Tuff Gong/Island Records |              |
| Bob Marley in Dub Vol.1                                                         | 2012         | Tuff Gong/Island Records |              |
| Legend Remixed                                                                  | 2013         | Tuff Gong/Island Records |              |
| Hommages contenant des ré-enregistrements                                       |              |                          |              |
| Like Father, Like Son (Ky-Mani Marley)                                          | 1996         | WEA                      |              |
| Stir It Up: The Music of Bob Marley (Monty Alexander)                           | 1999         | Telarc                   |              |
| Kaya N'Gan Daya (Gilberto Gil)                                                  | 2002         | WEA                      |              |
| Concrete Jungle: The Music of Bob Marley (Monty Alexander)                      | 2006         | Telarc                   |              |
| A Twist of Marley (Lee Ritenour et artistes divers)                             | 12 juin 2001 | Grp Records              |              |

## Coffrets
| Nom                                                     | Année     | Format | Label                          | Designation |
| ------------------------------------------------------- | --------- | ------ | ------------------------------ | --- |
| The Complete Bob Marley & The Wailers 1967-72- Part I   | 1998      | 3xCD   | JAD Records                    | Coffret 3 CD incluant Rock To The Rock, Selassie is The Chapel, Best of The Wailers.                                                      |
| The Complete Bob Marley & The Wailers 1967-72- Part II  | 1998      | 3xCD   | JAD Records                    | Coffret 3 CD incluant Soul Rebels, Soul Revolution Part II et More Axe.                                                                   |
| The Complete Bob Marley & The Wailers 1967-72- Part III | 1998      | 2xCD   | JAD Records                    | Coffret 2 CD incluant Keep on Skanking et Satisfy My Soul Jah Jah.                                                                        |
| Grooving Kingston 12                                    | 2004      | 3xCD   | JAD/Universal                  | 69 titres. Similaire à la série The Complete Bob Marley & The Wailers 1967-72 avec 4 inédits.                                             |
| Fy-ah, Fy-ah                                            | 2004      | 3xCD   | JAD/Universal                  | 69 titres. Similaire à la série The Complete Bob Marley & The Wailers 1967-72 avec 2 inédits.                                             |
| Man to Man Boxset                                       | 2005      | 3xCD   | JAD/Universal                  | 100 titres. Similaire à la série The Complete Bob Marley & The Wailers 1967-72 avec 13 inédits.                                           |
| Rebel                                                   | 2002      | 4xCD   | JAD Records                    | Coffret long box reprenant une grande partie des titres de la série The Complete Bob Marley & The Wailers 1967-72 avec des pistes bonus.  |
| The Complete Upsetter Collection                        | 2007      | 6x CD  | Trojan                         | Coffret de 113 titres intégrant tous les enregistrements faits pour Lee Perry (dub, vocals, alternate,...)                                |
| The Upsetter singles collection                         | 2002      | 8x 7"  | Trojan                         | Boxset comprenant 8 singles en vinyles.                                                                                                   |
| Songs of Freedom                                        | 1992 2021 | 4xCD   | Tuff Gong / Island             | Rétrospective de 1962 à 1980 comprenant 78 titres (alternates, démos, live, acoustiques...). La ré-édition de 2021 est sortie en vinyles. |
| Africa Unite : The singles Boxset                       | 2005      | 6xCD   | Tuff Gong / Island / Universal | 6 CD singles parus pour la compilation Africa Unite : The single Collection                                                               |
| The Complete Island Recordings                          | 2020      | 11xCD  | Tuff Gong / Island / Universal | Coffret regroupant l'ensemble des albums studios et live                                                                                  |

## Singles

### Singles jamaïcains
| Années     | Titres                                                 | Position | Position | Position | Position | Position | Position | Albums              |
| Années     | Titres                                                 | CAN      | NZ       | UK       | US       | US R&B   | US Dance | Albums              |
| ---------- | ------------------------------------------------------ | -------- | -------- | -------- | -------- | -------- | -------- | ------------------- |
| Studio One |                                                        |          |          |          |          |          |          |                     |
| 1962       | Judge Not / Do You Still Love Me                       | —        | —        | —        | —        | —        | —        | Singles hors album  |
| 1962       | One Cup of Coffee / Snowboy                            | —        | —        | —        | —        | —        | —        | Singles hors album  |
| 1964       | Simmer Down / I Don't Need Your Love                   | —        | —        | —        | —        | —        | —        | The Wailing Wailers |
| 1964       | "Mr. Talkative" / It Hurts to Be Alone                 | —        | —        | —        | —        | —        | —        | The Wailing Wailers |
| 1964       | I Am Going Home / Destiny                              | —        | —        | —        | —        | —        | —        | Singles hors album  |
| 1964       | Climb Up the Ladder / Straight and Narrow              | —        | —        | —        | —        | —        | —        | Singles hors album  |
| 1964       | Donna / Don't Ever Leave Me                            | —        | —        | —        | —        | —        | —        | Singles hors album  |
| 1964       | Tell Them Lord / Christmas Is Here                     | —        | —        | —        | —        | —        | —        | Singles hors album  |
| 1964       | Do You Remember / Hoot Nanny Hoot                      | —        | —        | —        | —        | —        | —        | Singles hors album  |
| 1964       | There She Goes / Lonesome Feelings                     | —        | —        | —        | —        | —        | —        | The Wailing Wailers |
| 1965       | Hooligans / Maga Dog                                   | —        | —        | —        | —        | —        | —        | Singles hors album  |
| 1965       | Hooligan Ska / Jerico Skank                            | —        | —        | —        | —        | —        | —        | Singles hors album  |
| 1965       | Habits / Amen                                          | —        | —        | —        | —        | —        | —        | Singles hors album  |
| 1965       | Jumbie Jamboree / I Should Have Known Better           | —        | —        | —        | —        | —        | —        | Singles hors album  |
| 1965       | I Made a Mistake / The Vow                             | —        | —        | —        | —        | —        | —        | Singles hors album  |
| 1965       | Diamond Baby / Where's the Girl for Me                 | —        | —        | —        | —        | —        | —        | Singles hors album  |
| 1965       | Playboy / Your Love                                    | —        | —        | —        | —        | —        | —        | Singles hors album  |
| 1965       | Love and Affection / Teenager in Love                  | —        | —        | —        | —        | —        | —        | The Wailing Wailers |
| 1965       | And I Love Her / Do It Right                           | —        | —        | —        | —        | —        | —        | Non-album single    |
| 1965       | One Love / Do You Feel the Same Way Too                | —        | —        | —        | —        | —        | —        | The Wailing Wailers |
| 1965       | Shame and Scanda / Sca Balena                          | —        | —        | —        | —        | —        | —        | Non-album single    |
| 1965       | What's New Pussycat / Where Will I Find                | —        | —        | —        | —        | —        | —        | The Wailing Wailers |
| 1965       | I'm Still Waiting / Ska Jerk                           | —        | —        | —        | —        | —        | —        | The Wailing Wailers |
| 1965       | White Christmas / Let the Lord Be Seen in You          | —        | —        | —        | —        | —        | —        | Singles hors album  |
| 1965       | Another Dance / Somewhere to Lay My Head               | —        | —        | —        | —        | —        | —        | Singles hors album  |
| 1965       | Rude Boy / Ringo's Theme                               | —        | —        | —        | —        | —        | —        | The Wailing Wailers |
| 1966       | I Left My Sins / Just in Time                          | —        | —        | —        | —        | —        | —        | Non-album single    |
| 1966       | (I'm Gonna) Put It On / Love Won't Be Mine This Way    | —        | —        | —        | —        | —        | —        | The Wailing Wailers |
| 1966       | Good Good Rudie                                        | —        | —        | —        | —        | —        | —        | Singles hors album  |
| 1966       | Cry to Me / Wages of Love                              | —        | —        | —        | —        | —        | —        | Singles hors album  |
| 1966       | Lonesome Track / Sinner Man                            | —        | —        | —        | —        | —        | —        | Singles hors album  |
| 1966       | Let Him Go / Sinner Man                                | —        | —        | —        | —        | —        | —        | Singles hors album  |
| 1966       | Rasta Shook Them Up / Ringo's Ska                      | —        | —        | —        | —        | —        | —        | Singles hors album  |
| 1966       | Sunday Morning / He Who Feels It Knows It              | —        | —        | —        | —        | —        | —        | Singles hors album  |
| 1966       | Rock Sweet Rock / Jerking Time                         | —        | —        | —        | —        | —        | —        | Singles hors album  |
| 1966       | Dancing Shoes / Don't Look Back                        | —        | —        | —        | —        | —        | —        | Singles hors album  |
| 1967       | Bend Down Low / Freedom Time                           | —        | —        | —        | —        | —        | —        | Singles hors album  |
| 1967       | Hypocrite / Nice Time                                  | —        | —        | —        | —        | —        | —        | Singles hors album  |
| 1967       | Mellow Mood / Thank You Lord                           | —        | —        | —        | —        | —        | —        | Singles hors album  |
| 1967       | Stir It Up / The Train                                 | —        | —        | —        | —        | —        | —        | Singles hors album  |
| 1967       | Bus Dem Shut / Lyrical Satirical I                     | —        | —        | —        | —        | —        | —        | Singles hors album  |
| 1968       | What Goes Around Comes Around                          | —        | —        | 42       | —        | —        | —        | Singles hors album  |
| 1968       | Funeral / Pound Get a Blow                             | —        | —        | —        | —        | —        | —        | Singles hors album  |
| 1968       | Stepping Razor / I'm Hurting Inside                    | —        | —        | —        | —        | —        | —        | Singles hors album  |
| 1968       | Play Play Play / Don't Rock My Boat                    | —        | —        | —        | —        | —        | —        | Singles hors album  |
| 1968       | Mus' Get a Beatin' / Fire Fire                         | —        | —        | —        | —        | —        | —        | Singles hors album  |
| 1968       | Chances Are / The Lord Will Make a Way                 | —        | —        | —        | —        | —        | —        | Singles hors album  |
| 1969       | Bend Down Low / Mellow Mood                            | —        | —        | —        | —        | —        | —        | Singles hors album  |
| 1969       | Black Progress / Version                               | —        | —        | —        | —        | —        | —        | Singles hors album  |
| 1969       | Trouble on the Road Again / Comma Comma                | —        | —        | —        | —        | —        | —        | Singles hors album  |
| Tuff Gong  |                                                        |          |          |          |          |          |          |                     |
| 1970       | Hold on To This Feeling / Version                      |          |          |          |          |          |          |                     |
| 1970       | Duppy Conqueror / Justice                              |          |          |          |          |          |          |                     |
| 1970       | Send Me That Love / Love Light                         |          |          |          |          |          |          |                     |
| 1970       | Man To Man / Nicoteen                                  |          |          |          |          |          |          |                     |
| 1970       | Rock My Boat / Like It Like This                       |          |          |          |          |          |          |                     |
| 1970       | Duppy Conqueror / Zig Zag                              |          |          |          |          |          |          |                     |
| 1970       | Sun Is Shining / Run For Cover                         |          |          |          |          |          |          |                     |
| 1970       | Soul Shakedown Party / Version                         |          |          |          |          |          |          |                     |
| 1970       | My Cup / Version                                       |          |          |          |          |          |          |                     |
| 1970       | African Herbsman / Keep On Moving                      |          |          |          |          |          |          |                     |
| 1971       | Guava Jelly / Version                                  |          |          |          |          |          |          |                     |
| 1971       | Lick Samba / Samba                                     |          |          |          |          |          |          |                     |
| 1971       | All In One / Part 2                                    |          |          |          |          |          |          |                     |
| 1971       | Kaya / Version                                         |          |          |          |          |          |          |                     |
| 1971       | More Axe / Axe Man                                     |          |          |          |          |          |          |                     |
| 1971       | Redder Than Red / Red                                  |          |          |          |          |          |          |                     |
| 1971       | Bend Down Low / Freedom Time                           |          |          |          |          |          |          |                     |
| 1971       | Small Axe / All in One                                 |          |          |          |          |          |          |                     |
| 1971       | Screw Face / Faceman                                   |          |          |          |          |          |          |                     |
| 1971       | Mr Brown / Dracula                                     |          |          |          |          |          |          |                     |
| 1971       | Trenchtown Rock / Grooving Kingston 12                 |          |          |          |          |          |          |                     |
| 1971       | Hurting Inside / Send Me That Love                     |          |          |          |          |          |          |                     |
| 1972       | Satisfy My Soul Jah Jah / version                      |          |          |          |          |          |          |                     |
| 1972       | Nice Time / Sun is Shining                             |          |          |          |          |          |          |                     |
| 1972       | Lively Up Yourself / Guava Jelly                       |          |          |          |          |          |          |                     |
| 1972       | Craven Choke Puppy / Choke (version)                   |          |          |          |          |          |          |                     |
| 1972       | Lively Up Yourself / Live                              |          |          |          |          |          |          |                     |
| 1972       | Rock It Babe / Version                                 |          |          |          |          |          |          |                     |
| 1972       | Lick Samba / Samba (version)                           |          |          |          |          |          |          |                     |
| 1972       | Midnight Ravers / Version                              |          |          |          |          |          |          | Catch a Fire        |
| 1972       | Baby we've Got A Date / Stop That Train (Instru)       |          |          |          |          |          |          | Catch a Fire        |
| 1972       | Curfew / Chant                                         |          |          |          |          |          |          | Catch a Fire        |
| 1974       | Road Block / Rebel Music                               |          |          |          |          |          |          | Natty Dread         |
| 1974       | Belly Full / Belly Full Version                        |          |          |          |          |          |          | Natty Dread         |
| 1974       | Talkin Blues / Talkin Blues version (with I-Roy)       |          |          |          |          |          |          | Natty Dread         |
| 1974       | No Woman No Cry (I-Threes) / No Woman No Cry (version) |          |          |          |          |          |          | Natty Dread         |
| 1976       | Rat Race / Part II                                     |          |          |          |          |          |          | Rastaman Vibration  |
| 1977       | Punky Reggae Party / Punky Reggae Version              |          |          |          |          |          |          | Single sans album   |
| 1978       | Is This Love / Crisis (Version)                        |          |          |          |          |          |          | Kaya                |
| 1979       | Ride Natty Ride / Ride Dis Yah Dub                     |          |          |          |          |          |          | Survival            |
| 1979       | Ambush In The Night / In Dub                           |          |          |          |          |          |          | Survival            |
| 1980       | Bad Card / Rub-A-Dub Style                             |          |          |          |          |          |          | Uprising            |
| 1980       | Coming In From The Cold / Version                      |          |          |          |          |          |          | Uprising            |
| 1985       | Blackman Redemption / Dub                              |          |          |          |          |          |          | Confrontation       |

### Singles internationaux
| Années | Titres                                              | Position | Position | Position | Position | Position | Position | Position | Position | Albums                   |
| Années | Titres                                              | CAN      | NZ       | UK       | US       | US R&B   | US Dance | AU       | FR ,     | Albums                   |
| ------ | --------------------------------------------------- | -------- | -------- | -------- | -------- | -------- | -------- | -------- | -------- | ------------------------ |
| 1973   | Get Up, Stand Up / Slave Driver                     | —        | 49       | —        | —        | —        | —        | —        | —        | Burnin'                  |
| 1973   | I Shot the Sheriff / Put It On                      | —        | —        | 67       | —        | —        | —        | —        | —        | Burnin'                  |
| 1974   | So Jah Seh / Natty Dread                            | —        | —        | —        | —        | —        | —        | —        | —        | Natty Dread              |
| 1974   | Lively Up Yourself / So Jah Seh                     | —        | —        | —        | —        | —        | —        | —        | —        | Natty Dread              |
| 1975   | No Woman, No Cry (Live) / Kinky Reggae (live)       | —        | —        | —        | —        | —        | —        | —        | 90A2     | Live!                    |
| 1976   | Jah Live / Concrete                                 | —        | —        | —        | —        | —        | —        | —        | —        | Single hors album        |
| 1976   | Johnny Was / Cry To Me                              | —        | —        | —        | —        | —        | —        | —        | —        | Rastaman Vibration       |
| 1976   | Roots, Rock, Reggae / Cry To Me                     | —        | —        | —        | 51       | 37       | —        | —        | —        | Rastaman Vibration       |
| 1976   | Who The Cap Fit / Version                           | —        | —        | —        | —        | —        | —        | —        | —        | Rastaman Vibration       |
| 1977   | Exodus / Instrumental                               | —        | —        | 14       | 103      | 19       | —        | —        | 46       | Exodus                   |
| 1977   | Waiting in Vain / Roots                             | —        | 38       | 27       | —        | 38       | —        | —        | 8        | Exodus                   |
| 1977   | Jammin' / Punky Reggae Party                        | —        | —        | 9        | —        | —        | —        | 99       | 10       | Exodus/Single hors album |
| 1978   | Is This Love / Crisis (version)                     | —        | 8        | 9        | —        | —        | —        | 11       | 45       | Kaya                     |
| 1978   | Satisfy My Soul / Smile Jamaica                     | —        | —        | 21       | —        | —        | —        | —        | —        | Kaya                     |
| 1978   | Stir It Up (live) / Rat Race (live)                 | —        | —        | —        | —        | —        | —        | —        | 30A1     | Babylon By Bus           |
| 1978   | Stir It Up (live) / Heathen (live)                  | —        | —        | —        | —        | —        | —        | —        | 30A1     | Babylon By Bus           |
| 1979   | So Much Trouble in the World / Instrumental         | —        | —        | 56       | —        | —        | —        | —        | 54       | Survival                 |
| 1979   | Survival / Wake Up And Live                         | —        | —        | —        | —        | —        | —        | —        | 62       | Survival                 |
| 1979   | Zimbabwe / Africa Unite                             | —        | —        | —        | —        | —        | —        | —        | 48       | Survival                 |
| 1980   | Could You Be Loved / One Drop                       | —        | 2        | 5        | —        | 56       | 6        | 95       | 10       | Uprising                 |
| 1980   | Three Little Birds / Every Need Good An Ego To Feed | —        | —        | 17       | —        | —        | —        | —        | —        | Exodus / Uprising        |
| 1980   | Redemption Song / Band Version                      | —        | 22       | —        | —        | —        | —        | —        | 41       | Uprising                 |
| 1980   | Redemption Song / I Shot The Sheriff (live)         | —        | 22       | —        | —        | —        | —        | —        | 41       | Uprising                 |
| 1980   | Work / Redemption Song                              | —        | —        | —        | —        | —        | —        | —        |          | Uprising                 |

A1 Il s'agit du classement de la version live issu de Babylon by Bus en 1979.
A2 Non classé lors de sa sortie en single en France, la version live de No Woman, No Cry s'est classé à la 90e place du hit-parade radio en 1991. En 2012, il s'est classé à la 102e place du classements singles du SNEP.

### Singles posthumes
| Années                                                         | Titres                                                              | Position | Position | Position | Position | Position | Position | Position | Position | Albums                                                |
| Années                                                         | Titres                                                              | CAN      | NZ       | UK       | US       | US R&B   | US Dance | AU       | FR,      | Albums                                                |
| -------------------------------------------------------------- | ------------------------------------------------------------------- | -------- | -------- | -------- | -------- | -------- | -------- | -------- | -------- | ----------------------------------------------------- |
| 1981                                                           | Reggae on Broadway                                                  | —        | 41       | —        | —        | 66       | —        | —        | —        | Chances Are                                           |
| 1982                                                           | Natural Mystic / Carry Us Beyond                                    | —        | —        | —        | —        | —        | —        | —        | —        | Countryman (BO)                                       |
| 1983                                                           | Buffalo Soldier / Buffalo Dub                                       | —        | 3        | 4        | —        | 71       | —        | 18       | 19       | Confrontation                                         |
| 1984                                                           | One Love/People Get Ready / So Much Trouble (Re-Release)            | —        | —        | —        | —        | —        | —        | 24       | —        | Exodus                                                |
| 1986                                                           | Music Lesson / Nice Time                                            |          |          |          |          |          |          |          |          | Never Ending Wailers                                  |
| 1992                                                           | Iron Lion Zion (7" et 12"mix)                                       | —        | 2        | 5        | —        | —        | —        | 71       | 3        | Songs of Freedom                                      |
| 1992                                                           | Why Should I / Exodus                                               | —        | —        | 42       | —        | —        | —        | —        | —        | Songs of Freedom                                      |
| 1995                                                           | Keep on Moving                                                      | —        | 14       | 17       | —        | —        | —        | —        | 27       | Natural Mystic: The Legend Lives On                   |
| 1995                                                           | Easy Skanking / Redemption Song (band version)                      | —        | —        | —        | —        | —        | —        | —        | —        | Natural Mystic: The Legend Lives On                   |
| 1999                                                           | Sun Is Shining (vs. Funkstar Deluxe)                                | 3        | 11       | 3        | —        | —        | 1        | 28       | 12       | Single hors album                                     |
| 1999                                                           | Turn Your Lights Down Low (feat. Lauryn Hill)                       | —        | 1        | 15       | 104      | —        | —        | 69       | 14       | Chant Down Babylon                                    |
| 1999                                                           | Kinky Reggae (feat. The Marley Brothers and the Ghetto Youths Crew) | —        | —        | —        | —        | —        | —        | —        | —        | Chant Down Babylon                                    |
| 2000                                                           | Rainbow Country (vs. Funkstar Deluxe)                               | 12       | 27       | 11       | —        | —        | 7        | —        | 78       | Single hors album                                     |
| 2000                                                           | Jammin' (with MC Lyte)                                              | —        | —        | 42       | —        | —        | —        | —        | —        | Chant Down Babylon                                    |
| 2001                                                           | I Know a Place                                                      | —        | —        | —        | —        | —        | —        | —        | 54       | One Love: The Very Best of Bob Marley and the Wailers |
| 2005                                                           | Slogans                                                             | —        | —        | 45       | —        | —        | —        | —        | —        | Africa Unite: The Singles Collection                  |
| 2005                                                           | Africa Unite (will.i.am remix)                                      | —        | —        | 49       | —        | —        | —        | —        | —        | Africa Unite: The Singles Collection                  |
| 2005                                                           | Stand up Jamrock (Ashley Beedle remix)                              | —        | —        | 56       | —        | —        | —        | —        | —        | Africa Unite: The Singles Collection                  |
| 2020                                                           | Sun Is Shining (vs. Robin Schulz)                                   |          |          |          |          |          |          |          |          |                                                       |
| "—" signifie que le single n'a pas été classé dans les charts. |                                                                     |          |          |          |          |          |          |          |          |                                                       |

### B-sides & dubs
- Ravers ("Midnight Ravers" version) - 1973
- Stop That Train Instrumental - 1973
- Talkin' Blues (I-Roy version) - 1974
- Belly Full ("Dem Belly Full" version) - 1974
- Knotty Dread version - 1974
- Road Block ("Rebel Music" version) - 1974
- Concrete ("Jah Live" version) - 1975
- Smile Jamaica version - 1976
- Rat Race Part II (version) - 1976
- Exodus Instrumental - 1977
- Waiting in Vain Dub version - 1977
- Three Little Birds Dub - 1977
- Punk Reggae Version - 1977
- Crisis version - 1978
- Blackman Redemption Dub - 1978
- Don't Give Up ("Rastaman Live Up" Version) - 1978
- Ride Dis Yah Dub ("Ride Natty Ride" version dub) - 1979
- Ambush in Dub ("Ambush In The Night" version dub) - 1979
- Bad Card (dub version) - 1980
- Coming In From The Cold Version - 1980
- Pimper's Paradise Dub - 1980
- Give Me Trenchtown in Dub - 1980
- Buffalo Dub - 1983
- Who Colt The Game Dub - ??
- I Know a Place Dub - ??

## Les samples
The Perfect Beat est une chanson sur l'album Eardrum de Talib Kweli, sur laquelle KRS-One a joué. Pour la réaliser, Kweli a samplé une chanson de Bob Marley & the Wailers appelée, Do It Twice, qui est un rythme de tambour de Paul Douglas,.